# Église Saint-Pierre (Parçay-sur-Vienne)
Pour les articles homonymes, voir Église Saint-Pierre.
L'église Saint-Pierre est une église localisée dans la commune de Parçay-sur-Vienne, en Indre-et-Loire. L'église Saint-Pierre, de style roman, a été construite au cours du XIIe siècle. L'église de Parçay, qui a été précédée d'un prieuré et d'une abbaye, a été la possession de l'abbaye de Méobecq durant cinq siècles, jusqu'en 1674.
L'édifice tourangeau a fait l'objet de plusieurs campagnes de travaux au cours des XVe et XVIe siècles, puis des XVIIe et XVIIIe siècles, lesquelles ont été suivies de trois campagnes de restaurations dans la seconde moitié XIXe siècle, dont la première a été assurée par l'architecte Gustave Guérin.
L'édifice a fait l'objet d'un classement au titre de monument historique en 1930. En outre, l'église Saint-Pierre dispose d'un mobilier incluant trois objets inscrits sur l'inventaire général du patrimoine culturel.

## Contexte géographique
| - OpenStreetMap Emplacement de l'église Saint-Pierre, ici indiqué par un point orangé. |

L'église Saint-Pierre est située sur la commune de Parçay-sur-Vienne, ville faisant partie du département d'Indre-et-Loire, en région Centre-Val de Loire. De manière plus précise, l'édifice religieux trouve son emplacement dans la partie sud-est du centre-bourg de Parçay, et son parvis est attenant à la place des anciens combattants, un espace public borné par la rue du 8 mai 1945, et qui traverse la commune selon un axe nord-sud. En outre, l'église est contigüe aux bâtiments d'un ancien prieuré. L'édifice, comme la quasi-totalité de la commune, est bâti sur un substratum formée au Cénomanien.
L'église de Parçay-sur-Vienne, actuellement propriété de la commune, est rattachée à la paroisse presbytérienne de Notre-Dame-de-Bouchardais (situé sur la commune de L'Île-Bouchard), paroisse faisant partie du doyenné de Chinon, circonscription relevant du diocèse de Tours.

## Histoire

### Moyen Âge
Au sein de la paroisse de Parçay-sur-Vienne, l'église a été précédée d'un monastère, également placé sous le vocable de Saint Pierre, un monastère dont l'existence est attestée entre la fin du VIe  et le début du  IXe siècle et qui montre une continuité d'utilisation durant le Xe siècle. Une abbaye, mentionnée dans un acte daté du Xe siècle (en 968 ou 975) a été aussi fondée avant l'église,. Il est possible que les Normands soient à l'origine de la destruction de l'établissement abbatial.
Vers la fin du Xe siècle, durant l'abbatiat de Bernier (991-1000), Saint-Pierre fait l'objet d'une donation à Marmoutier par d'Archambault de Sully, ancien moine de l'abbaye de Saint-Benoît-sur-Loire siégeant alors à la tête de l'archêché de Tours. L'église Saint-Pierre est bâtie au cours du XIIe siècle, aux environs des années 1130-1150, à côté du monastère de Saint-Pierre. Lors des travaux de construction, l'architecte responsable du gros-œuvre avait très probablement prévu de fermer la nef de l'église par une voûte. Néanmoins, cet objectif n'a pas été réalisé et une charpente est venue dès lors couvrir la nef,,. Au terme de sa construction, l'église devient une possession de l'abbaye de Méobecq.

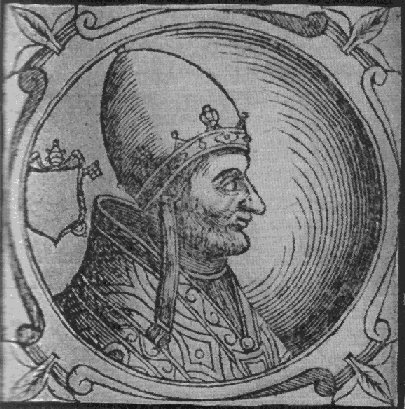
Le pape Adrien IV fait mention de l'église en 1154.

L'édifice religieux est ensuite pour la première fois mentionné en 1154 dans une bulle émise par le pape Adrien IV et adressée à « l'abbé R. »,. Ce document pontifical a pour objet la révocation de bénéfices détenus par l'abbaye de Méobecq au sein du diocèse de Tours. La mise en demeure de restitution des biens est suivie d'une liste énumérant les possessions de l'abbatiat de Méobecq, liste dans laquelle apparaît le nom de l'église de Parçay. Le texte du passage mentionnant Saint-Pierre est le suivant : « [...] Eccles. sancti Petri de Partiaco [...] ». Outre le bâtiment de Parçay, d'autres biens ecclésiastiques possédés par l'abbatiat de Méobecq sont également inventoriés, tels que l'église de Mougon. 

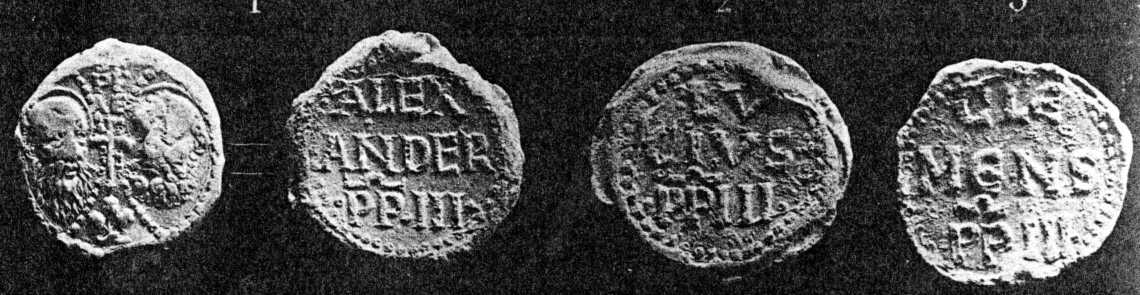
Sceau de bulle pontificale d'Alexandre III.

 En 1174, l'église est à nouveau mentionné au sein d'un document pontificale. Il s'agit cette fois d'une bulle émise par le pape Alexandre III ayant pour objet la confirmation des possessions de l'abbaye de Méobecq. Le passage évoquant l'église de Parçay est le suivant : « [...] Eccles. sancti Petri de Partiaco cum capella Mariæ de Vallerale [...] ».
Durant le XVe siècle, l'accès principal du bâtiment est réduit et se voit surmonté d'un tympan.

### Époque moderne
Au cours du XVIe siècle, le clocher est transformé et se trouve adjoint d'un beffroi. La croisée du transept, qui est couronnée par le clocher, est alors remaniée. En 1674, l'église, ainsi que le prieuré de Parçay, cesse d'être du ressort de l'établissement abbatiale de Méobecq, date à laquelle une bulle pontificale, après demande de l'ancien abbé François de Montmorency-Laval, ordonne l'union de l'abbaye tourangelle avec l'évêché de Québec. En 1695, le mur et la voûte de l'aile nord sont démantelés. En lieu et place, une chapelle est alors élevée, prologeant ainsi le côté nord du l'édifice.
Dans la première moitié du XVIIIe siècle, le clocher fait l'objet d'un incendie. La tour à cloches est reconstruite en 1747, date attestée par une inscription gravée sur la voûte du clocher : « AD MAJOREM DEI  GLORIAM AN. 1747 ».

### Époque contemporaine
En 1868, l'architecte diocésain Gustave Guérin réalise une restauration des absidioles nord et sud. Durant cette campagne, Guérin conduit également des travaux de reconstruction au niveau des voûtes surplombant chacune des ailes du transept.
En 1892, la sacristie est entièrement remaniée. Ces travaux de reconstruction ont pour effet de cloisonner l'huisserie qui avait été percée au niveau de l'absidiole sud. L'année suivante, l'architecte A. Cormet entreprend la construction d'une chaire. Cette tribune est alors aménagée sein de la première travée de la nef.
En date du 25 mars 1930, l'église Saint-Pierre bénéficie d'un classement au titre de monument historique. Entre 1953 et 1981, plusieurs opérations de réfections, portant sur les absidioles, ainsi que des éléments de la charpente, de la couverture, du clocher et des contreforts, sont réalisées. En 1991, l'édifice tourangeau fait à nouveau l'objet d'une restauration. Cette fois-ci, les travaux, conduits par un architecte en chef des monuments historiques, sont portés sur le portail dirigé vers le couchant.

## Architecture et description

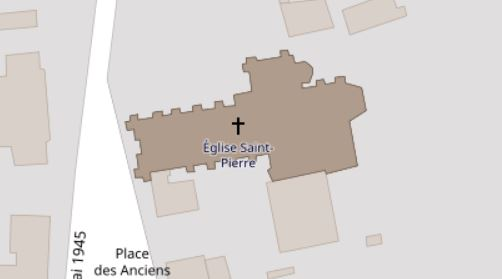
Plan au sol.

Le plan au sol de l'église, régulier, se présente sous forme de croix latine,, orienté selon un axe est/ouest,.
La majeure partie de ses structures sont constituées de pierres de taille en tuffeau et de briques assemblées en moyen appareil.

### Le portail
Le portail, construit au XIIe siècle, est aménagé d'une porte de style gothique surmontée d'un arc surbaissé ornementé de crochets à motifs végétaux. Au dessus de la porte, se déploie accolade entourée de reliefs représentant « l'aigle de saint Jean », du « taureau de saint Luc » et d'une tête d'angelot.
Le portail est constitué de trois archivoltes, qui prennent appui sur des demi-colonnes aveugles (ou simulées) jointes par de petites arcades. Les fûts des colonnettes sont coiffés de chapiteaux ornementés de reliefs variés : des palmettes, une sirène, des oiseaux, ainsi qu'un personnage chevauchant le dos d'un lion, probablement un personnage représentant Samson.

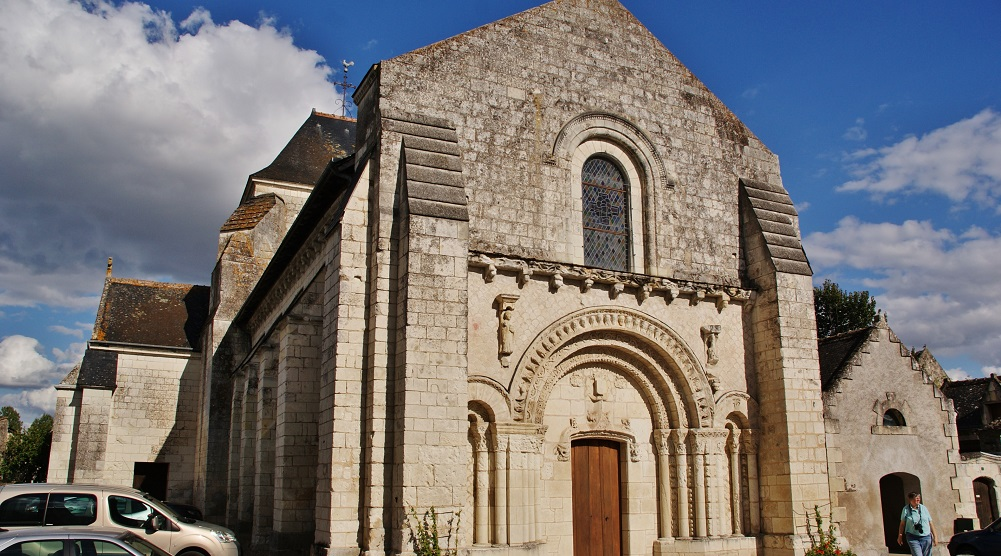
Portail de l'église.

Trois rouleaux à saillie (ou ressaut) se succèdent de haut en bas sur la voussure centrale. Le rouleau supérieur présente un décor composé de 33 têtes d'hommes barbus dont l'aspect est, selon Casimir Chevalier, « plus ou moins grotesques ». Le rouleau médium est ornementé de rinceaux. Le rouleau inférieur présente, quant à lui, un décor composé de motifs végétaux associés à des figures de personnages.
L'opus qui surplombe la voussure centrale est un assemblage de pierres taillées en forme d'« écaille de poissons », jointées par un mortier coloré et de forte épaisseur,. Les éléments jointifs du parement soulignent la forme en écaille de poissons des pierres de taille. Cette partie de l'appareil est délimitée par un larmier reposant sur des modillons. Le tout est surmonté d'un pignon percé d'une baie à arc cintré.

Pour Casimir Chevalier : 

« Cet ensemble place le portail de Parçay au premier rang des œuvres du même genre en Touraine »

— Casimir Chevalier, 1867, p. 512.

### Chœur, nef et transept

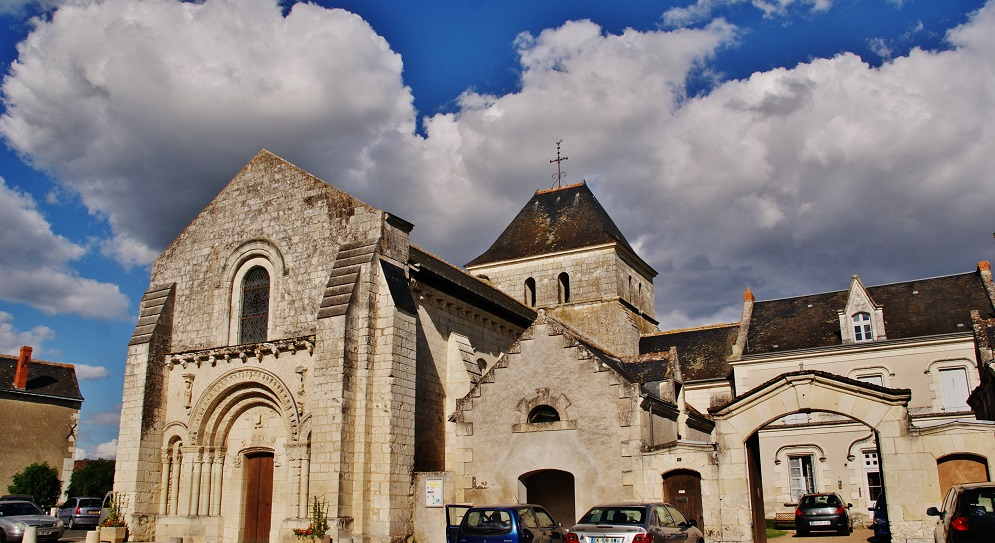
Vue d'ensemble de l'église et des bâtiments attenants.

La nef comprend un seul vaisseau. Elle est couverte d'une toiture  pourvue de longs pans en ardoise et de pignons « à découvert ». La conception des contreforts, mais également des murs et des colonnes, qui viennent encadrer chacune des travées, suggère que la nef avait été à l'origine bâtie pour être surplombée d'une voûte en arc de berceau,. Pour autant, la nef, à l'instar du chœur et de l'abside placée à son extrémité, se révèle être charpentée. Factuellement les colonnes ne se trouvent pas couronnées par des chapiteaux,. Les murs du chœur et de la nef sont fermés par une fausse voûte constituée de lambris agencés en berceau brisé,. L'abside, de forme semi-circulaire est, quant à elle, coiffée d'une charpente à lambris assemblés en cul-de-four. Le chœur comprend deux travées. Il est aménagé de cinq baies et deux entrées. L'ensemble de ces ouvertures sont surmontées par des arcs en plein cintre.
La nef se trouve barrée à angle droit par un transept orienté selon un axe nord/sud. Les deux bras du transept sont chacun pourvus d'une absidiole dirigée vers le levant. À contrario de la nef, du chœur et de l'abside, les deux ailes du transept ainsi que leurs absidioles sont voûtées. Une voûte en arc de berceau appareillée en briques vient recouvrir les deux ailes, tandis que les absidioles sont couronnées d'une voûte en cul-de-four. Les maçonneries du bras nord, à l'extrémité duquel une chapelle a été construite, portent les traces matérielles de l'ancienne emprise. Une voûte en arc-de-cloître clos la partie supérieure de la croisée du transept.

### Le clocher
Le clocher s'élève au-dessus de la croisée du transept. Un escalier maçonné à vis permet d'y accéder,. Le clocher est composé d'une tour à plan rectangulaire pourvue d'un beffroi. Cette salle de cloches est disposée sur un étage. Le tout est recouvert par un toit à quatre versants (ou « toit en pavillon »), une couverture constituée d'ardoise,.

## Mobilier
Le mobilier de l'église est composé de trois objets inscrits sur la liste d'inventaire des monuments historiques en date du 10 décembre 2001,,.

### Christ en croix duXVIesiècle
Le premier est un christ confectionné en ivoire et exécuté en ronde-bosse. Le personnage du Christ est chevillé à une croix fabriquée en bois. La sculpture du christ, constituée de trois parties conçues séparément — bras gauche, bras droit, et le reste de la pièce —, mesure 26,5 cm de haut pour 24 cm de large. La main gauche de la statuette a été fracturée.
La croix est arrimée à une toile faite de velours de couleur noire. L'étoffe, tendue, est insérée dans un cadre rectangulaire de 81 cm de haut sur 50 cm et recouvert de dorures à la feuille. L'exécution de l'ensemble de la pièce est datée de la seconde moitié du XVIe siècle.

### Armoire
Le deuxième objet est une armoire conçue en bois de chêne. Le meuble mesure 2,01 m de haut pour 1,40 m de large et 64 cm de profondeur.
Le meuble est pourvu de quatre pieds à forme galbée. Les parois latérales sont chacune aménagées de deux panneaux. La façade de l'armoire est munie d'un « faux » dormant disposé entre les deux vantaux. Le vantail de gauche est pourvu d'une serrure.
Le bâti dispose de deux traverses : celle du haut présente trois ornements circulaires composés de motifs floraux, tandis que celle du bas, chantournée, affiche, sur sa partie centrale, un relief représentant des fleurs contenues dans un vase. Le  corps du meuble est couronné par une corniche. L'ouvrage de menuiserie a été réalisé durant la deuxième moitié du XVIIIe siècle. Seule la partie du fond de l'armoire a fait l'objet d'une restauration.

### Christ en croix duXVIIIesiècle
La troisième pièce inscrite, comme la première, est une sculpture faite d'ivoire représentant un Christ cruxifié. Cette sculpture, constitué de trois parties a été exécutée par technique de ronde-bosse.
La statuette du Christ, qui mesure 19,8 cm de haut sur 11,7 cm de large repose sur une croix fabriquée en bois. Le tout est accroché sur une étoffe de velours noir tendue et ceignée par un cadre. La conception de l'œuvre est datée du XVIIIe siècle.

## Pour approfondir